# Her Awakening
«Her Awakening» — американский короткометражный драматический фильм Дэвида Уорка Гриффита.

## Сюжет
Фильм рассказывает о красивой женщине, которой стыдно за свою бедно одетую мать, из-за чего не хочет знакомить её со своим женихом. И вдруг мать отправляется на улицу и погибает...

## В ролях
| Актёр             | Роль |
| ----------------- | ---- |
| Мэйбл Норманд     | дочь |
| Гарри Хайд        |      |
| Кейт Брюс         | мать |
| Эдвин Аугуст      |      |
| Уильям Дж. Батлер | врач |
| Дональд Крисп     |      |
| Фрэнк Эванс       |      |
| Роберт Херрон     |      |
| Фред Мейс         |      |